# Smiřice
Smiřice (tjekkisk udtale: [ˈsmɪr̝ɪtsɛ]; tysk: Smirschitz) er en by i regionen Hradec Králové i Tjekkiet. Den har omkring 3.000 indbyggere.

## Inddeling
Landsbyerne Rodov og Trotina er administrative dele af Smiřice.

## Geografi
Smiřice ligger omkring 9 km nord for Hradec Králové i et landbrugslandskab på Elbens højre bred. Det højeste punkt er den flade bakke Lískovec på 296 meter over havets overflade.

## Historie
Den første skriftlige omtale af Smiřice er fra 1361. Den var oprindeligt en bebyggelse mellem to grene af Elben med en fæstning, som senere blev ombygget til et slot. Smiřice var centrum for en stor ejendom ejet af forskellige adelige familier, især af Smiřickýs af Smiřice (indtil 1476), Trčkas af Lípa (1498-1636) og Sternbergs (1685-1780). I 1659 blev landsbyen forfremmet til en by.